# Adolfo di Osnabrück
Adolfo, detto anche Adaulfo (Tecklenburg, 1185 – Osnabrück, 30 giugno 1224), monaco cistercense e vescovo di Osnabrück, è venerato dalla Chiesa cattolica come santo.

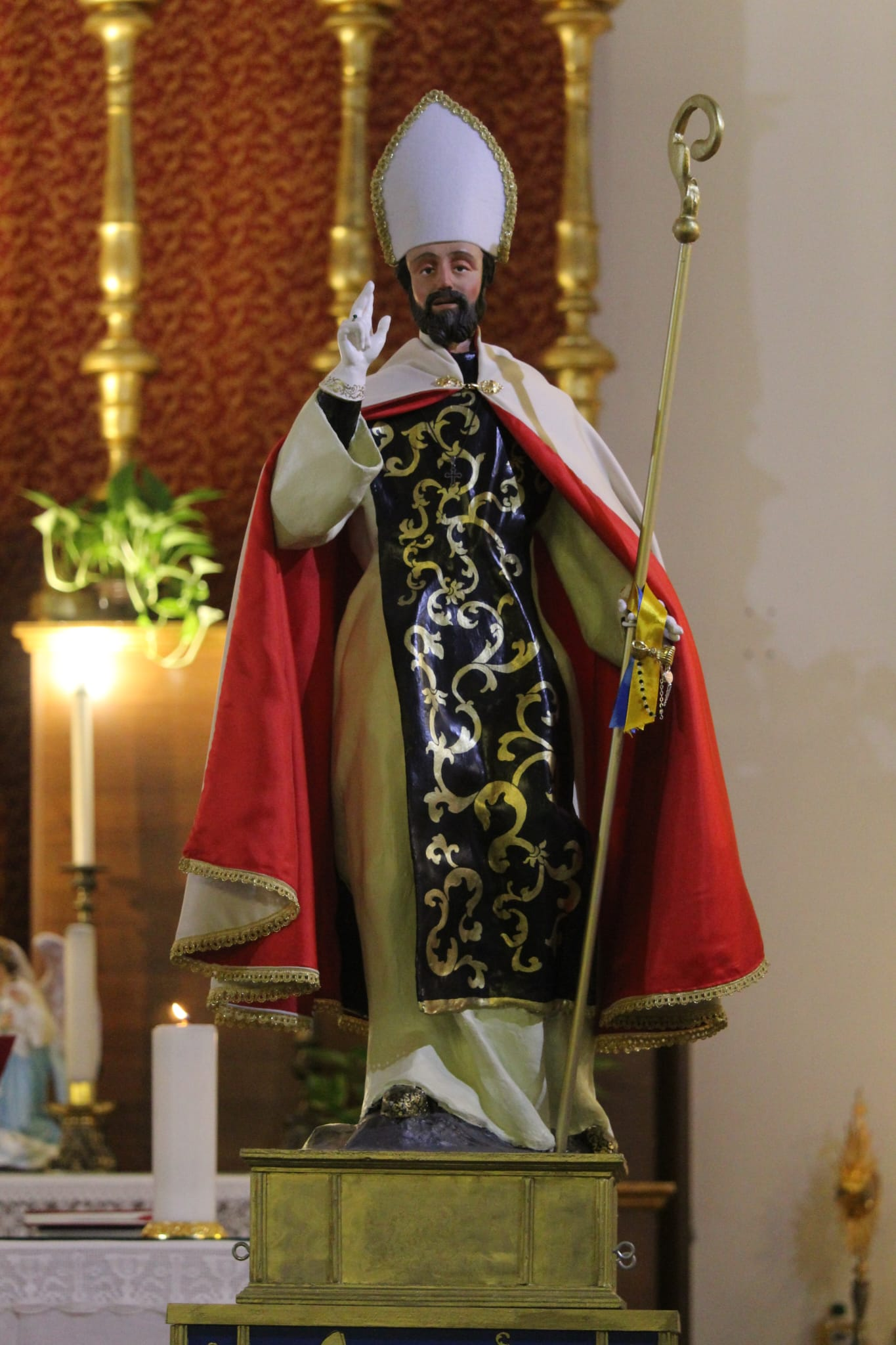
Statua raffigurante Sant'Adolfo venerato in Sicilia

Figlio del conte di Tecklenburg, nella Vestfalia, già da giovane avvertì una grande vocazione per la vita religiosa ed entrò nell'Ordine Cistercense, poi divenne canonico di Colonia e infine, nel 1216, fu eletto vescovo di Osnabrück, incarico che resse con molto zelo cristiano, occupandosi particolarmente di soccorrere i poveri.

## Biografia
Nacque da Oda von Berg-Altena e dal conte Simone I di Tecklenburg, nobile tedesco al servizio di Federico Barbarossa nelle campagne in Italia e nella terza crociata. Da ragazzo fu mandato a studiare nel monastero cistercense di Altenkamp, fu molto attratto dalla vita religiosa e pronunciò i voti religiosi. Fu ordinato sacerdote e divenne canonico del capitolo della cattedrale di Colonia, ma volle tornare nel monastero.
Nel 1216 fu eletto vescovo di Osnabrück, dovette attendere che la sua elezione fosse ratificata da papa Onorio III che in un primo momento la rifiutò, chiedendo che fosse ripetuta. Il 24 settembre 1217 fu ordinato vescovo dall'arcivescovo di Colonia Engelberto di Berg.
Adempì al suo ministero episcopale con estrema modestia, umiltà e disponibilità, continuando a seguire la regola di San Benedetto. Impiegò il danaro proveniente dalle rendite dei suoi possedimenti per beneficare i poveri ed aiutare i malati. Tanto che i benedettini lo ricordano con il titolo di Elemosiniere dei poveri.
Divenne ricercato da tutti per la sua bonomia. Si occupò personalmente dei lebbrosi. Si racconta che un giorno si dedicò molto a un lebbroso, perciò i preti che lo accompagnavano, per paura di ammalarsi, a sua insaputa condussero il lebbroso in una casa sperduta. Ma il giorno dopo Adolfo trovò subito la casa e vi entrò restandovi a lungo, quelli che lo accompagnavano, incuriositi, entrarono e trovarono il santo sdraiato sullo stesso letto del lebbroso che nel frattempo era guarito. 
Aiutò molto anche i monasteri della sua diocesi e riformò la regola delle suore di Herzebrock, uniformandola alla Regola benedettina.
Le cronache riportano che il 5 novembre 1222 concelebrò la messa solenne per la consacrazione della chiesa dell'abbazia cistercense di Marienfeld, insieme all'arcivescovo di Colonia Engelberto, al vescovo di Minden Corrado e al vescovo di Paderborn Bernardo di Lippe.
Sant'Adolfo morì nel 1224.

## Culto
Il Martirologio cistercense fissava la sua memoria liturgica all'11 febbraio, data che fu spostata al 13 febbraio per la sua concomitanza con la memoria della Beata Vergine di Lourdes. Il Martirologio romano, però, lo ricorda il 30 giugno.
Adolfo, alla sua morte, fu sepolto nella cattedrale di San Pietro a Osnabrück, la sua tomba divenne meta di pellegrinaggi e molti miracoli furono attribuiti alla sua intercessione.
Fu inserito nel martirologio cistercense nel 1625, nel 1632 gli fu dedicato un altare nella cattedrale di Osnabrück e nel 1651, il vescovo Franz Wilhelm von Wartenberg, con una cerimonia solenne, fece una ricognizione del suo sepolcro, raccolse le reliquie, le ripose in un reliquiario e le espose alla venerazione dei fedeli.
Nelle opere d'arte viene raffigurato nell'atto di soccorrere un ammalato.